# Matías Vera
Matías Vera (Merlo, 1995. október 26. –) argentin labdarúgó, az argentin Argentinos Juniors középpályása kölcsönben az amerikai Houston Dynamo csapatától.

## Pályafutása
Vera az argentínai Merlo városában született. Az ifjúsági pályafutását a Nueva Chicago akadémiájánál folytatta.
2015-ben mutatkozott be a Nueva Chicago első osztályban szereplő felnőtt keretében. 2018-ban a San Lorenzohoz igazolt. A 2018-as szezonban a chilei O'Higgins csapatát erősítette kölcsönben. 2019. január 1-jén hatéves szerződést kötött az észak-amerikai első osztályban érdekelt Houston Dynamo együttesével. Először a 2019. március 3-ai, Real Salt Lake ellen 1–1-es döntetlennel zárult mérkőzésen lépett pályára. Első gólját 2021. május 30-án, a Sporting Kansas City ellen idegenben 3–2-es vereséggel zárult találkozón szerezte meg. A 2023-as idényben az Argentinos Juniorsnál szerepelt kölcsönben.

## Statisztikák
2022. október 9. szerint
| Klub           | Szezon   | Osztály  | Bajnokság | Bajnokság | Kupa  | Kupa | Nemzetközi | Nemzetközi | Összesen | Összesen |
| Klub           | Szezon   | Osztály  | Meccs     | Gól       | Meccs | Gól  | Meccs      | Gól        | Meccs    | Gól      |
| -------------- | -------- | -------- | --------- | --------- | ----- | ---- | ---------- | ---------- | -------- | -------- |
| Houston Dynamo | 2019     | MLS      | 30        | 0         | 2     | 1    | 4          | 0          | 36       | 1        |
| Houston Dynamo | 2020     | MLS      | 20        | 0         | 0     | 0    | —          | —          | 20       | 0        |
| Houston Dynamo | 2021     | MLS      | 30        | 3         | 0     | 0    | —          | —          | 30       | 3        |
| Houston Dynamo | 2022     | MLS      | 28        | 0         | 1     | 0    | —          | —          | 29       | 0        |
| Houston Dynamo | Összesen | Összesen | 108       | 3         | 3     | 1    | 4          | 0          | 115      | 4        |
| Összesen       | Összesen | Összesen | 108       | 3         | 3     | 1    | 4          | 0          | 115      | 4        |